# 特魯帕赫河 (維森特河支流)
49°52′38.7″N 11°20′5″E / 49.877417°N 11.33472°E

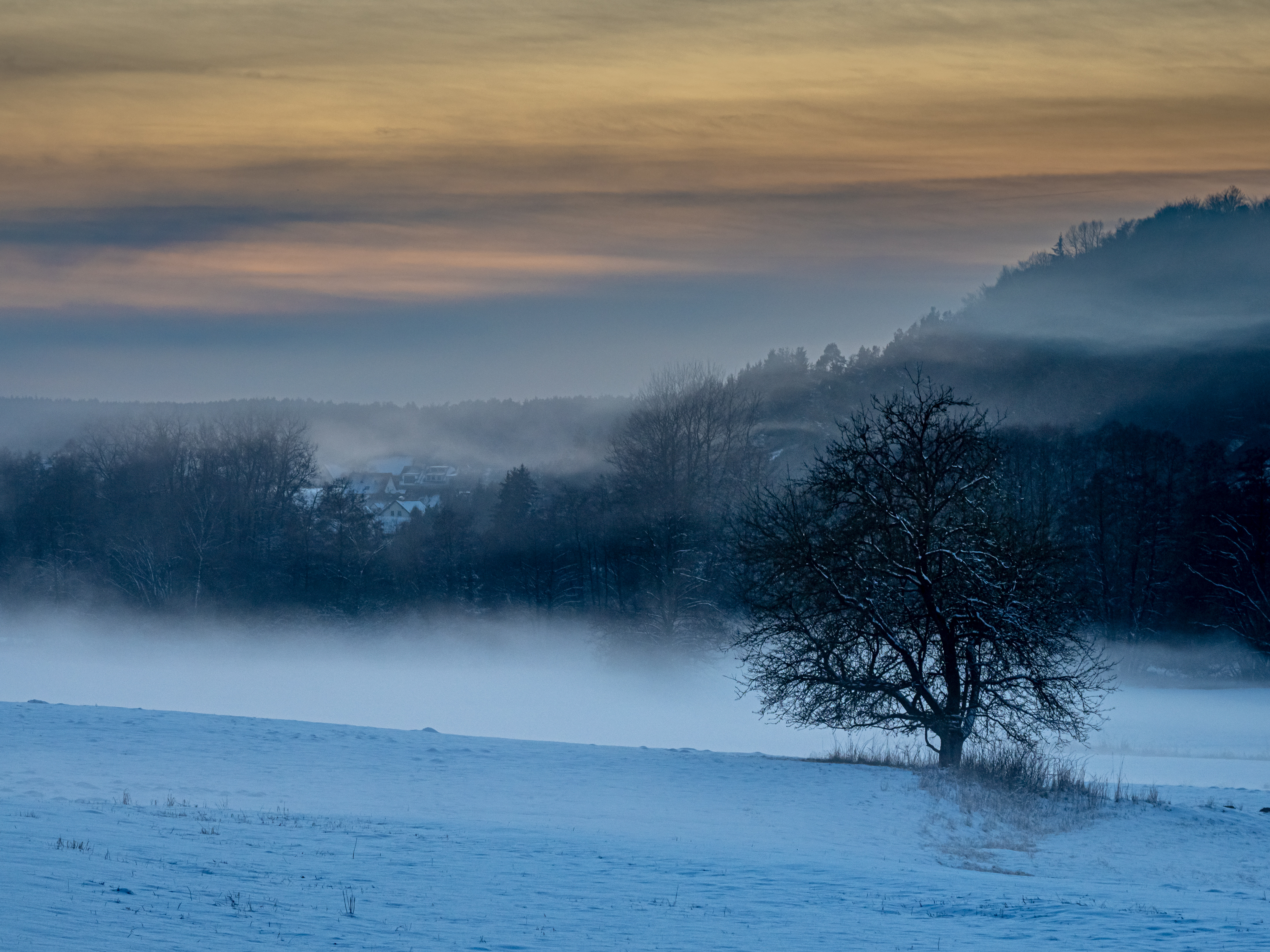

特魯帕赫河（德語：Truppach），是德國的河流，位於該國東南部，由巴伐利亞負責管轄，屬於維森特河的左支流，河道全長6.7公里，流域面積106平方公里，河口處在普蘭肯費爾斯。